# Continuista

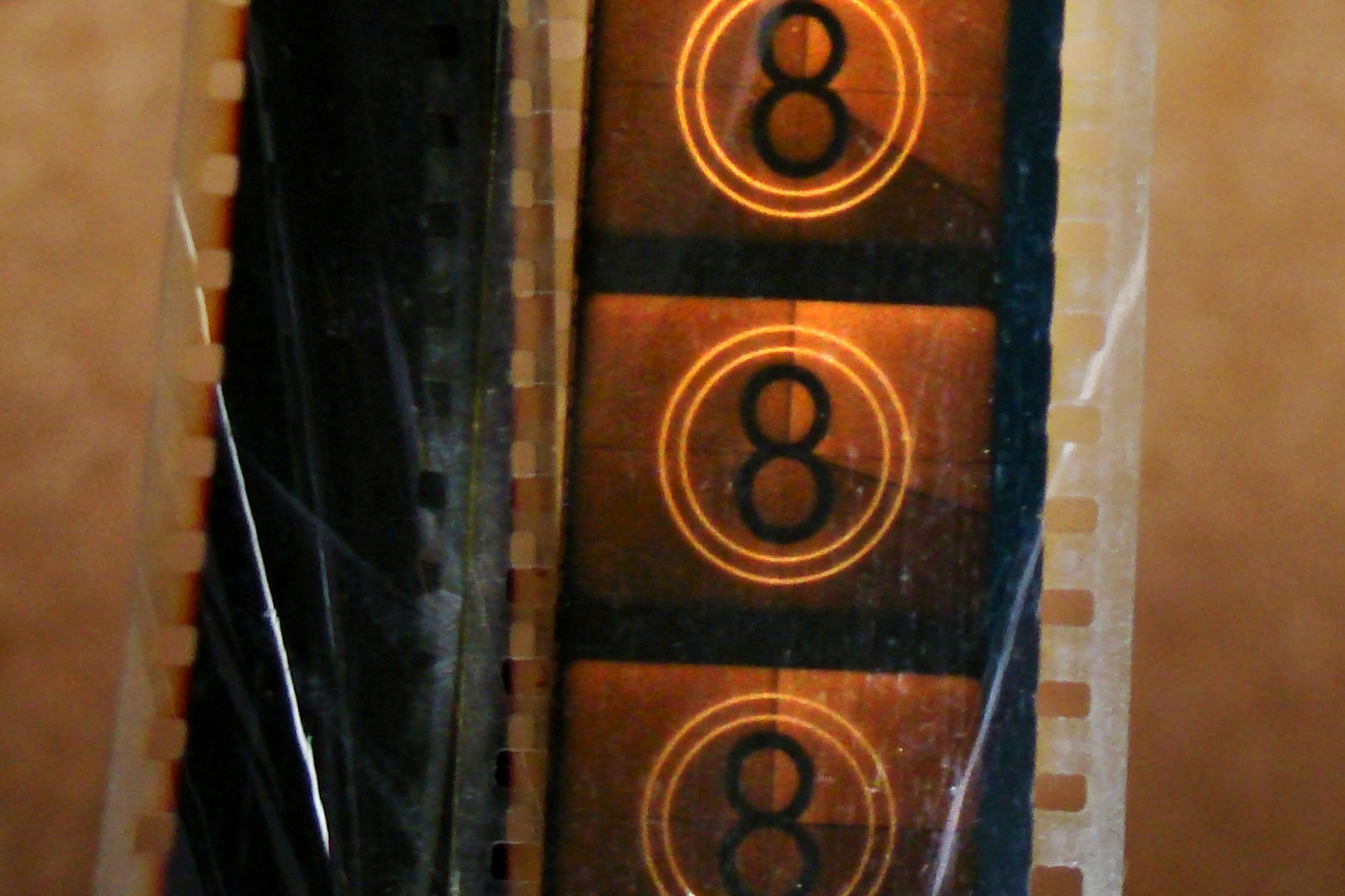
Una de las funciones del continuista es controlar si queda suficiente película para acabar el plano.

La función de continuista o script es una profesión relacionada con la elaboración de una película de cine o televisión. Corresponde a la persona encargada de supervisar la continuidad de un proyecto audiovisual (película cinematográfica o de televisión, serie de televisión, documental etc.) en todos sus aspectos visuales y argumentales, de tal modo que el hilo temporal en el que se narra la historia no experimente ningún salto de continuidad a ojos del espectador.

## Funciones
Su cometido es que las secuencias y planos que conforman el guion, una vez montados, mantengan una continuidad en todos sus aspectos. Ello es así porque por diversos motivos (económicos u organizativos) las secuencias se graban o ruedan habitualmente en orden distinto al narrativo, incluso en días diferentes según sean los requerimientos del diseño de producción. Es aquí dónde interviene la labor del continuista o script para que la apreciación visual del espectador mantenga la misma continuidad de la acción desde todos los encuadres de cámara 
que intervengan en la secuencia.
La continuidad, también llamada raccord aglutina muchos aspectos del proyecto audiovisual. Incluye la acción de movimientos de los actores (cambios de posición dentro del decorado, cambios gestuales) en los diferentes planos que conforman la secuencia, para que al pasar por montaje de un plano a otro, la acción de actores sea siempre la misma y no haya saltos de continuidad en sus movimientos. Ello se debe a que los diferentes planos de una secuencia con frecuencia no se graban simultáneamente sino plano a plano, lo que obliga a repetir la misma acción tantas veces como planos se rueden. 
Otro aspecto incluiría el raccord emocional de los personajes según avanza la trama, la relación anímica entre los distintos personajes y su desarrollo en la progresión argumental. Esta supervisión se realiza en relación muy estrecha con el director, puesto que pueden pasar muchos días de rodaje entre una secuencia y la siguiente y apenas unos segundos una vez montadas; es fundamental para que cada personaje mantenga su status emocional dependiendo de en qué tramo argumental se encuentre. Su labor incluye asimismo supervisar los ejes de mirada de los actores y así evitar los posibles saltos de eje entre los distintos planos. 
Otros aspectos en que el script hace su labor son el vestuario, atrezzo, maquillaje, peluquería y en definitiva todos aquellos elementos que intervienen en los personajes y decorados. 
En cuanto a aspectos más técnicos del rodaje, el script se encarga de revisar la equivalencia en los encuadres para que éstos se correspondan en los distintos planos; asimismo, controla el minutaje real, lleva un control sobre las tomas que el director elige como buenas para reportarlas en el parte de montaje y mandar a digitalizarlas o positivarlas, para que sean las que se usen durante el montaje. 
También se le suele denominar secretaria de rodaje. Ello se debe a que durante mucho tiempo la función de script era desempeñada casi exclusivamente por mujeres.